# Au am Kraking
Au am Kraking ist eine Ortschaft und eine Katastralgemeinde der Stadtgemeinde Pressbaum im Bezirk St. Pölten in Niederösterreich. Die Ortschaft hat 5 Einwohner (Stand 1. Jänner 2024).

## Geografie
Au am Kraking liegt ganz im Norden von Pressbaum im weitläufigen Waldgebiet des Wienerwaldes. Die Katastralgemeinde besteht aus den Rotten In der Au, In der Bonna, Rauchengern und der Lagen Schönleiten. Es gibt keinen Ort namens Au am Kraking, jedoch angrenzend an die Katastralgemeinde den Ort Kracking, der in der Gemeinde Sieghartskirchen liegt.

## Geschichte
Laut Adressbuch von Österreich war im Jahr 1938 in Au am Kraking ein Gastwirt ansässig.